# Episodi di Harvey Beaks

## Prima stagione
| nº | Titolo inglese                                       | Titolo italiano                     | Prima TV USA      | Prima TV Italia |
| -- | ---------------------------------------------------- | ----------------------------------- | ----------------- | --------------- |
| 1  | Pe-Choo!                                             | Pe-Choo!                            | 28 marzo 2015     | 12 giugno 2015  |
| 1  | The Spitting Tree                                    | L'albero degli Sputi                | 29 marzo 2015     | 12 giugno 2015  |
| 2  | The Finger                                           | Il Dito                             | 5 aprile 2015     |                 |
| 2  | The Negatives of Being Positively Charged            | Il lato negativo di essere positivi | 5 aprile 2015     |                 |
| 3  | The Rentl Bike                                       | Una bici in affitto                 | 12 aprile 2015    |                 |
| 3  | Anti-Valentine's Day                                 | Il giorno di Non-San Valentino      | 12 aprile 2015    |                 |
| 4  | Nightclub Night                                      | Una notte in discoteca              | 19 aprile 2015    |                 |
| 4  | The Rebel                                            | Il ribelle                          | 19 aprile 2015    |                 |
| 5  | Harvey's First Scar                                  | La prima cicatrice di Harvey        | 26 aprile 2015    |                 |
| 5  | The Nature of Nature                                 | La natura della natura              | 2 maggio 2015     |                 |
| 6  | A Tail of Les Squirrels                              | La coda                             | 26 aprile 2015    |                 |
| 6  | Someone's Stealing My Stuff                          | Qualcuno ruba le mie cose           | 2 maggio 2015     |                 |
| 7  | Comet Night? What Harvey, Irving and his friends did | La notte della cometa?              | 10 maggio 2015    |                 |
| 7  | Comet Night! What Fee, Miriam and the girls did      | La notte della cometa!              | 17 maggio 2015    |                 |
| 8  | The Ghost Problem                                    | Il problema fantasma                | 17 maggio 2015    |                 |
| 8  | Princess Is Better Than You                          | Princess è meglio di voi            | 2 maggio 2015     |                 |
| 9  | The Almighty Foo                                     | Foo il grandioso                    | 17 maggio 2015    |                 |
| 9  | Old-Fashioned Dade                                   | Il festival retrò                   | 2 maggio 2015     |                 |
| 10 | The Sleepover's Over                                 | Pigiama-Party da paura              | 24 maggio 2015    |                 |
| 10 | Certified Babysitter                                 | Babysitter certificato              | 24 maggio 2015    |                 |
| 11 | Fee's Haircut                                        | I capelli di Fee                    | 18 luglio 2015    |                 |
| 11 | Harvey's Favorite Book                               | Il libro preferito di Harvey        | 18 luglio 2015    |                 |
| 12 | Dad Band                                             | La band di papà                     | 25 luglio 2015    |                 |
| 12 | Foo's Panic Room                                     | Le bacche intoccabili               | 25 luglio 2015    |                 |
| 13 | A Day of No To-Do                                    | Una giornata non pianificata        | 7 settembre 2015  |                 |
| 13 | Recipe for Disaster                                  | Ricetta per un disastro             | 7 settembre 2015  |                 |
| 14 | Randl's Scandl                                       | Il giustiziera dello sporco         | 25 settembre 2015 |                 |
| 14 | King of Pranks                                       | Brutto pulcino!                     | 18 settembre 2015 |                 |
| 15 | Night Maid                                           | Una nuova mamma per Randl           | 2 ottobre 2015    |                 |
| 15 | Icky Chicky                                          | Il re degli scherzi                 | 9 ottobre 2015    |                 |
| 16 | Buds Before Studs                                    | Gli amici prima di tutto            | 16 ottobre 2015   |                 |
| 16 | Harvey Fights Kratz                                  | Harvey contro Kratz                 | 6 novembre 2015   |                 |
| 17 | Le Corn Maze... of DOOM!                             | Il labirinto del terrore            | 23 ottobre 2015   |                 |
| 17 | Harvey Isn't Scary                                   | Harvey non fa paura                 | 23 ottobre 2015   |                 |
| 18 | Yampions                                             | In squadra con papà                 | 13 novembre 2015  |                 |
| 18 | Barkball                                             | La sfida                            | 20 novembre 2015  |                 |
| 19 | Junior Squealers                                     | Giovani agenti                      | 15 gennaio 2016   |                 |
| 19 | The Storm                                            | La tempesta                         | 22 gennaio 2016   |                 |
| 20 | Steamgate                                            | La sorspresa                        | 29 gennaio 2016   |                 |
| 20 | Yeti Ready                                           | Lo Yeti                             | 5 febbraio 2016   |                 |
| 21 | Terrybear                                            | Un nome scomodo                     | 19 febbraio 2016  |                 |
| 21 | Bark Kart                                            | La gara di kart                     | 26 febbraio 2016  |                 |
| 22 | Wade Is Cooler Than Dade                             | Space è meglio di Dade              | 6 giugno 2016     |                 |
| 22 | King of the Castle                                   | Il re del castello                  | 6 giugno 2016     |                 |
| 23 | Foofee                                               | Foofee                              | 7 giugno 2016     |                 |
| 23 | Why Are You Even Friends?                            | Perché siete amici?                 | 7 giugno 2016     |                 |
| 24 | Alone                                                | Da solo                             | 8 giugno 2016     |                 |
| 24 | Foo Shoes                                            | Le Foo-Scarpe                       | 8 giugno 2016     |                 |
| 25 | The Punishment                                       | La punizione                        | 9 giugno 2016     |                 |
| 25 | Arbor Day                                            | La giornata degli alberi            | 9 giugno 2016     |                 |
| 26 | Double Digits                                        | Doppia cifra                        | 10 giugno 2016    |                 |
| 26 | Fee and Foo's First Birthday                         | Il primo compleanno di Fee e Foo    | 10 giugno 2016    |                 |

## Seconda stagione
| nº | Titolo inglese                                 | Titolo italiano                                     | Prima TV USA      | Prima TV Italia |
| -- | ---------------------------------------------- | --------------------------------------------------- | ----------------- | --------------- |
| 27 | The New Bugaboo                                | Il nuovo diavoletto                                 | 13 giugno 2016    |                 |
| 27 | The Case of the Missing Pancake                | Il caso del pancake scomparso                       | 14 giugno 2016    |                 |
| 28 | Kathy with a K                                 | Kathy con la K                                      | 15 giugno 2016    |                 |
| 28 | Harvey's Pet                                   | Il cucciolo di Harvey                               | 16 giugno 2016    |                 |
| 29 | Fee's Pyramid                                  | La piramide di Fee                                  | 17 giugno 2016    |                 |
| 29 | Life Debt                                      | Debitore a vita                                     | 20 giugno 2016    |                 |
| 30 | The Feelings                                   | Sentimenti                                          | 21 giugno 2016    |                 |
| 30 | Bag of Naughty                                 | Un sacco di guai                                    | 22 giugno 2016    |                 |
| 31 | Steampunks (Part 1)                            | Vapor-gate parte 1                                  | 23 giugno 2016    |                 |
| 32 | Steampunks (Part 2)                            | Vapor-gate parte 2                                  | 24 giugno 2016    |                 |
| 33 | Mr. & Mrs. Borks                               | Il signor e la signora Borks                        | 26 settembre 2016 |                 |
| 34 | Operation Peanut Butter                        | Operazione burro di arachidi                        | 27 settembre 2016 |                 |
| 34 | Little Littlebark                              | Il piccolo Basco Basca                              | 28 settembre 2016 |                 |
| 35 | Repo Fee                                       | Un lavoro per Fee                                   | 29 settembre 2016 |                 |
| 35 | Stalemates                                     | Braccio di ferro                                    | 30 settembre 2016 |                 |
| 36 | Technoscare                                    | Technoscrooge                                       | 15 ottobre 2016   |                 |
| 37 | It's Christmas, You Dorks!                     | È natale, imbranati!                                | 9 dicembre 2016   |                 |
| 38 | Rockbark Rocks                                 | Il concerto rock                                    | 1º marzo 2017     |                 |
| 38 | Ocean Promotion                                | Lo Spirito dell'Oceano                              | 1º marzo 2017     |                 |
| 39 | Jeremy: Defender of the Forest                 | Jeremy, il difensore del bosco                      | 8 marzo 2017      |                 |
| 39 | Princess Harvey                                | Lo scambio                                          | 8 marzo 2017      |                 |
| 40 | The Split                                      | Il litigio                                          | 15 marzo 2017     |                 |
| 40 | The Dade                                       | Il Dade                                             | 15 marzo 2017     |                 |
| 41 | Secret Gordon                                  | Il giardino segreto                                 | 22 marzo 2017     |                 |
| 41 | The Unknown Comic                              | Il fumetto misterioso                               | 22 marzo 2017     |                 |
| 42 | The Blister                                    | Blister                                             | 29 marzo 2017     |                 |
| 42 | The Bad Seed                                   | Il seme malvagio                                    | 29 marzo 2017     |                 |
| 43 | The Ballad of Muesli and Jangles               | La ballata di Muesli e Jangles                      | 5 aprile 2017     |                 |
| 43 | Floo-id                                        | Foo il rompitutto                                   | 5 aprile 2017     |                 |
| 44 | Hug Life                                       | Una gang davvero tosta                              | 18 dicembre 2017  |                 |
| 44 | On the Fence                                   | La staccionata                                      | 18 dicembre 2017  |                 |
| 45 | Princess Wants a Mom                           | Princess vuole una mamma                            | 26 dicembre 2017  |                 |
| 45 | Rage Against the Michelle                      | La gestione della rabbia                            | 26 dicembre 2017  |                 |
| 46 | Break the Lake                                 | Rompere gli schemi                                  | 22 dicembre 2017  |                 |
| 46 | The Amazing Harvey                             | La magia dell'amicizia                              | 22 dicembre 2017  |                 |
| 47 | The Late Late Afternoon Show with Harvey Beaks | Lo show del molto tardo pomeriggio con Harvey Beaks | 19 dicembre 2017  |                 |
| 47 | The Grunicorn                                  | Il Grunicorno                                       | 19 dicembre 2017  |                 |
| 48 | Photo Finished                                 | Gara di popolarità                                  | 20 dicembre 2017  |                 |
| 48 | Squashbuckling                                 | All'arrembaggio                                     | 20 dicembre 2017  |                 |
| 49 | Leaf It to Kathy                               | Kathy sfoglia-conigli                               | 28 dicembre 2017  |                 |
| 49 | A Child's Guide to Surviving in the Wild       | La guida                                            | 28 dicembre 2017  |                 |
| 50 | Grand Motel                                    | Il resort                                           | 27 dicembre 2017  |                 |
| 50 | Missing Harvey                                 | In mancanza di Harvey                               | 27 dicembre 2017  |                 |
| 51 | Later, Dingus                                  | Ci vediamo, citrullo                                | 21 dicembre 2017  |                 |
| 51 | Hair to Help                                   | SOS capelli                                         | 21 dicembre 2017  |                 |
| 52 | The End and the Beginning                      | La fine e l'inizio                                  | 29 dicembre 2017  |                 |